# Tess Kirsopp-Cole
Tess Kirsopp-Cole (* 2. Dezember 1999) ist eine australische Mittelstreckenläuferin, die sich auf den 800-Meter-Lauf spezialisiert hat.

## Sportliche Laufbahn
Erste internationale Erfahrungen sammelte Tess Kirsopp-Cole im Jahr 2022, als sie bei den Ozeanienmeisterschaften in Mackay in 2:04,63 min die Goldmedaille im 800-Meter-Lauf gewann und mit der australischen 4-mal-400-Meter-Staffel in 3:39,25 min gemeinsam mit Ilana Grandine, Genevieve Cowie und Brodee Mate die Bronzemedaille hinter den Teams aus Neuseeland und dem Team Australien A gewann. Damit erhielt sie eine Wildcard über 800 Meter für die Weltmeisterschaften in Eugene und schied dort mit 2:05,74 min in der ersten Runde aus.

## Persönliche Bestleistungen
- 400 Meter: 54,04 s, 20. Februar 2022 in Melbourne
- 800 Meter: 2:01,40 min, 2. Juli 2022 in Heusden-Zolder